# Gästrikebrigaden
Gästrikebrigaden (IB 14) var en infanteribrigad inom svenska armén som verkade i olika former åren 1949–1993. Förbandsledningen var förlagd i Gävle garnison i Gävle.

## Historik
Genom försvarsbeslutet 1948 beslutades att arméns fältregementen skulle omorganiseras, och från 1949 års krigsorganisation anta en brigadorganisation. Gästrikebrigaden (IB 14) sattes upp åren 1949–1951 vid Hälsinge regemente (I 14) genom att fältregementet Hälsinge regemente (I 44) omorganiserades till brigad. Det naturliga hade varit att fältregementet antagit namnet Hälsingebrigaden, men istället kom fältregementet Gästriklands regemente (I 14) anta namnet Hälsingebrigaden (IB 44).
Inför försvarsbeslutet 1992 var regeringens krav att reducera antalet armébrigader. I den process som följde ställdes Hälsinge regemente mot en avveckling av Sollefteå garnison. Dock ansåg både överbefälhavaren och regeringen att Hälsinge regemente med dess etablissement skulle avvecklas, framför alternativet Sollefteå garnison. Att avveckla Hälsinge regemente framför Sollefteå garnison, bedömdes av regeringen att Gävleborgsregionen hade bättre förutsättningar att långsiktigt omhänderta de arbetsmarknadsmässiga konsekvenserna. Vidare ansågs det att en avveckling av Hälsinge regemente skulle ge utrymme för rationaliseringar inom Östersunds garnison.
Gästrikebrigaden (IB 14) avvecklades och upplöstes den 31 december 1993.

## Verksamhet
I samband med försvarsbeslutet 1968 kom brigaden på sikt att bli Hälsinge regemente så kallade anfallsbrigad, då ekonomin inom Försvarsmakten ej tillät modernisering av samtliga brigader. Under brigadens aktiva tid kom den att organiseras efter förbandstyperna IB 49, IB 59 IB 66 och IB 77. Brigadspaningskompaniet, brigadpansarvärnskompaniet samt de tre brigadskyttebataljonerna utbildades vid Hälsinge regemente, medan övriga enheter utbildades vid respektive truppslag.

### Bataljoner
| - Brigadledning - 1x brigadspaningskompani - 1x brigadpansarvärnskompani - 1x bandpansarvärnskompani - 1x brigadluftvärnskompani | - 3x brigadskyttebataljon - 1x brigadhaubitsbataljon - 1x brigadunderhållsbataljon - 1x brigadingenjörsbataljon |

## Förbandschefer
- 1949–1988: ???
- 1988–1991: Gorm Wigforss
- 1991–1993: Hans Berndtson

## Namn, beteckning och förläggningsort
| Gästrikebrigaden | 1949-10-01 | – | 1993-12-31 |

| IB 14 | 1949-10-01 | – | 1993-12-31 |

| Gävle garnison (F) | 1949-10-01 | – | 1993-12-31 |